# ادی دوان
ادی دوان (انگلیسی: Eddie Dwane; ۱۷ ژوئیهٔ ۱۸۹۶ – ۱۰ فوریهٔ ۱۹۷۳) بازیکن فوتبال بود.
از باشگاه‌هایی که در آن بازی کرده‌است می‌توان به باشگاه فوتبال لینکولن سیتی و باشگاه فوتبال وورکساپ تاون اشاره کرد.